# 杜毅
杜毅（1942年—2023年8月12日），汉族，出生于新疆。香港商业人物，第九至十一届全国政协委员。父亲为杜重远。
担任远源国际（香港）有限公司董事长。2008年，当选第十一届全国政协委员，代表特邀香港人士，分入第五十二组。